# Volby do Národního shromáždění Francouzské republiky 2002
Volby do Národního shromáždění Francouzské republiky proběhly 9. června 2002 a vítězně z nich vzešla pravicová strana UMP.

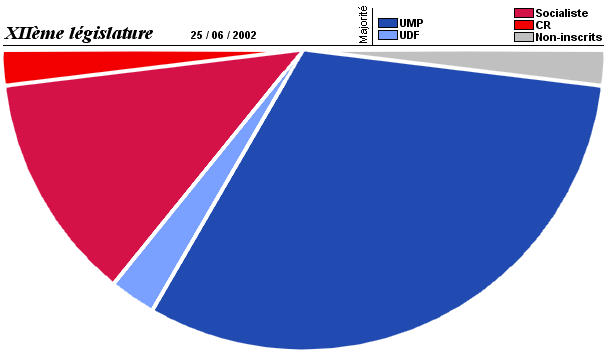
Grafické znázornění rozdělení mandátů v Národní shromáždění

| Strana | Strana        | Hlasy v 1. kole | Mandáty |
| ------ | ------------- | --------------- | ------- |
|        | UMP           | 33,30 %         | 369     |
|        | PS            | 24,11 %         | 142     |
|        | UDF           | 4,85 %          | 22      |
|        | PCF           | 4,82 %          | 21      |
|        | PRG           | 1,54 %          | 8       |
|        | Divers gauche | 1,09 %          | 6       |
|        | LV            | 4,51 %          | 3       |
|        | Divers droite | 3,65 %          | 3       |
|        | DL            | 0,41 %          | 2       |
|        | RPF           | 0,30 %          | 2       |
|        | MPF           | 0,80 %          | 1       |
|        | FN            | 11,34 %         | 0       |
|        | ostatní       |                 | 0       |
|        | Celkem        | 100 %           | 577     |